# Heilgeiststraße 62 (Stralsund)

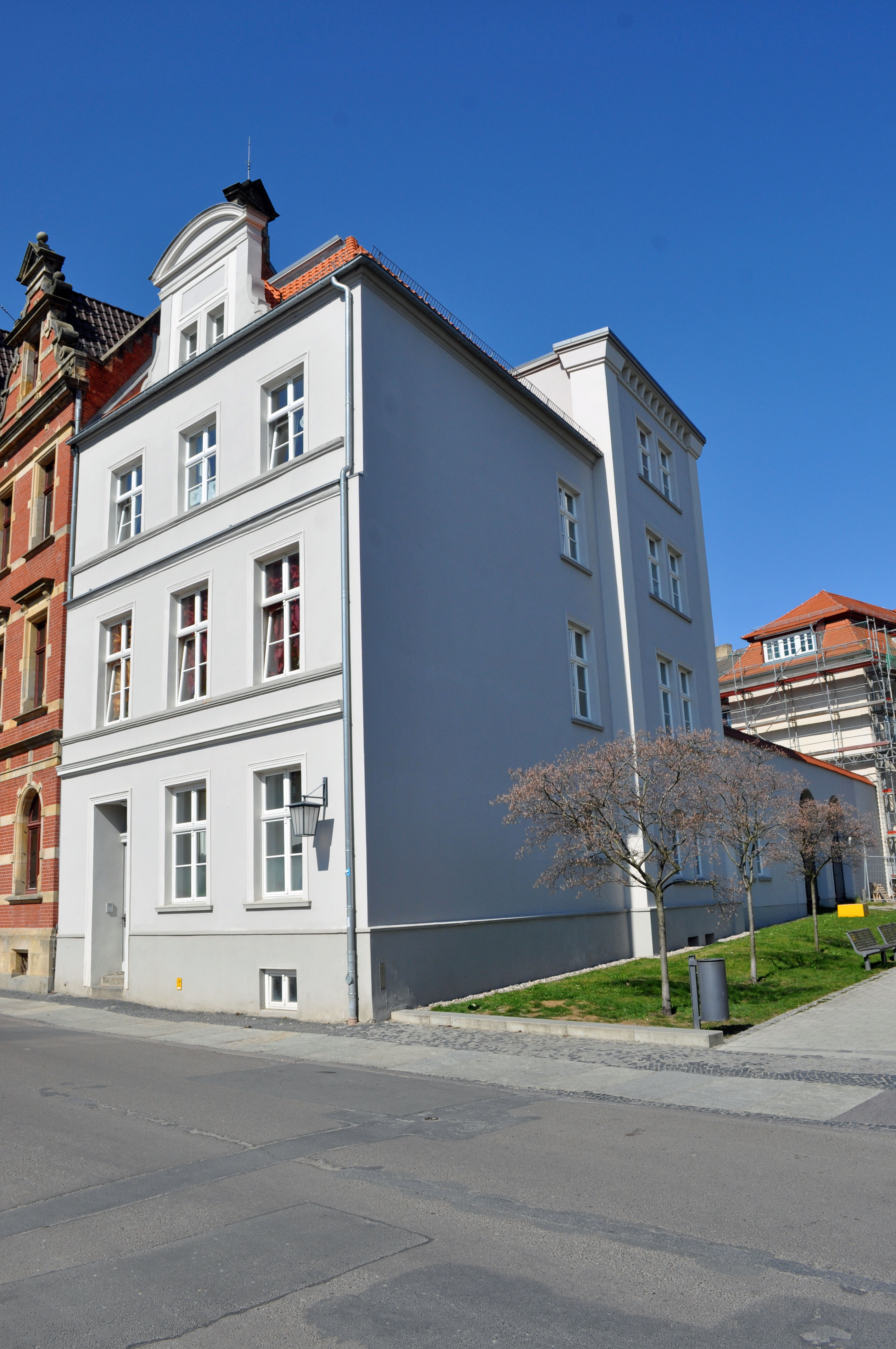
Das Haus Heilgeiststraße 62 in Stralsund (2012)

Das Gebäude mit der postalischen Adresse Heilgeiststraße 62 ist ein denkmalgeschütztes Bauwerk in der Heilgeiststraße in Stralsund.
Der dreigeschossige und dreiachsige traufständige Putzbau wurde im 19. Jahrhundert errichtet.
Die Fassade wurde im Jahr 1906 überarbeitet und schlicht gestaltet, auch die die Geschosse optisch trennenden Gesimse sowie das mittige, segmentbogig übergiebelte Zwerchhaus stammen aus diesem Jahr.
Das Haus liegt im Kerngebiet des von der UNESCO als Weltkulturerbe anerkannten Stadtgebietes des Kulturgutes „Historische Altstädte Stralsund und Wismar“. In die Liste der Baudenkmale in Stralsund ist es mit der Nr. 333 eingetragen.